# Lucifuga gibarensis
Lucifuga gibarensis — вид ошибнеподібних риб родини Bythitidae. Описаний у 2020 році.

## Поширення
Ендемік Куби. Мешкає у морських печерах на східному узбережжі острова неподалік села Гібара (звідси і назва виду) в провінції Ольгін.

## Опис
Дрібна риба, завдовжки до 4,5 см. Тіло слабопігментоване, блідого або світло-коричневого кольору. 